# Punaflamingo
Punaflamingo (Phoenicoparrus jamesi) är en sydamerikansk fågelart i familjen flamingor som lever i Anderna.

## Utseende
Punaflamingon är en liten flamingo som mäter cirka 90 cm på höjden. Den har en lång hals och långa smala ben, som alla flamingor. Den har ljust rosa fjäderdräkt med karminröda streck runt nacken och på ryggen. På nära håll kan man se en lite svart på vingarna, det är vingpennorna. Den har klarröd orbitalring, dess ben är tegelröda och den har klargul näbb med svart spets. Ungfåglarna är gråaktiga. 
Punaflamingo liknar de andra sydamerikanska flamingorna, men chileflamingo (Phoenicopterus chilensis) har klarare rosa fjäderdräkt och längre näbb som är ljusare gul, och andinsk flamingo (Phoenicoparrus andinus) är större med mer svart på vingarna och på näbben, och har gula ben. 
Halsen består av 19 halskotor som möjliggör rotation av huvudet och en mycket rörlig hals. Foten har tre framåtriktade tår med simhud emellan, men bakre tå (hallux) saknas.

## Utbredning
Den sydamerikansk fågelarten förekommer i Anderna och mer specifikt i nordvästra Argentina, västra Bolivia, södra Peru och Chile.

## Ekologi
Flamingon är en vadande fågel som lever i grunt, salt eller bräckt vatten. 

### Föda
Flamingor matar sina ungar med så kallad krävmjölk vilket är ett sekret i matstrupen som de stöter upp från krävan. De vuxna flamingornas föda består av små vattenorganismer som kiselalger och andra mikroskopiska alger som de filtrerar ur vattnet med hjälp av sin näbb. Näbben hos flamingoer är speciellt anpassad för födosök efter små vattenorganismer och den fungerar ungefär som en sil. Med hjälp av den köttiga tungan pumpar flamingon vatten genom näbben. Både den övre och nedre näbbhalvan har en krans av kamliknande plattor, så kallade lameller, i vilka födopartiklar fastnar. 
Punaflamingon har 21 lameller per cm, vilket är mer dubbelt så många som hos andra flamingoer. Den kan därför fånga upp och livnära sig på jämförelsevis små vattenorganismer.
Sjöarna som flamingon normalt får sin föda från består av sötvatten men om saltvatten påträffas har de speciella körtlar i näsborrarna genom vilka överflödigt salt kan utsöndras.
Om flamingon inte får upp mikroskopiska alger i vattnet kan den ta hjälp av sina fötter. Genom att sparka med dem kan de röra upp botten och vattnet nära botten så att algerna flyter uppåt och få fram födan.

## Namn
Dess vetenskapliga namn är uppkallad efter Harry Berkeley James. Puna är en naturtyp med bergsslätter och ödemarker i de centrala delarna av Anderna i Sydamerika.